# Mena Jabal Ali
Mena Jabal Ali (in arabo ميناء جبل علي	‎?), anche detta Mina Jebel Ali o  Porto di Jebel Ali è una comunità dell'Emirato di Dubai, negli Emirati Arabi Uniti. Si trova nel Settore 5 nella zona meridionale di Dubai lungo la costa del golfo persico e ospita appunto il porto omonimo.

## Storia
Il porto è stato realizzato per volontà dell'allora regnante emiro Rashid bin Saeed Al Maktoum che voleva supportare al meglio l'espansione senza precedenti che il commercio dell'Emirato di Dubai stava vivendo.
I lavori vennero avviato nel 1975 e conclusi nel 1979. L'inaugurazione del poirto avvenne il 26 febbraio 1979 quando lo yacht reale britannico HMY Britannia con a bordo la regina Elisabetta II entrò nel nuovo porto.
Inizialmente il porto aveva un solo terminal (Terminal 1) ma a partire dal 2001 è stato avviato un piano di sviluppo che ha portato alla realizzazione del Terminal 2 nel 2009 e del Terminal 3 nel 2014.
La realizzazione del Terminal 4 è stata avviata nel 2015 e la fine era prevista per il 2018, ma è tuttora (2022) in corso.

## Territorio
Il territorio occupa una superficie di 34,8 km² nella zona costiera sud-occidentale di Dubai, a circa 40 km dal centro di Dubai.
L'area è delimitata a nord dalla Al Dubal Streetil, a est dalla Sheikh Zayed Road (E 11), a sud-ovest dalla Al Maktoum Airport Street.
La comunità è quasi interamente occupata dal porto e dalle sue strutture. Una eccezione è costituita dal Jebel Ali Beach Hotel e annesso Jebel Ali Golf Course che si trovano sulla costa all'estremità sud-ovest della comunità, al confine con Hessyan First. L'hotel dispone anche di un porto turistico dove possono essere affittati catamarani e altri mezzi compresi idrovolanti per effettuare voli turistici sui principali punti di riferimento di Dubai
L'area è servita dalla Linea Rossa della metropolitana tramite le fermate di Danube (ex Jebel Ali Industrial) e UAE Exchange (ex Jebel Ali) sulla Sheikh Zayed Road. Vi sono inoltre diverse linee di superficie che servono le varie zone della comunità.
Nella zona nord-est dell'area è presente una diramazione della ferrovia Etihad Rail che collegherà tutti e sette gli emirati e questi con l'Arabia Saudita via Ghuweifat a ovest arrivando fino a Fujairah sulla costa orientale.

### Il porto
Il porto di Jebel Ali è il più grande porto artificiale del mondo e il più grande porto del Medio Oriente. È gestito dalla società DP World. Nel 2019 ha movimentato un traffico di oltre 15 milioni di TEU. Attualmente, Jebel Ali è il nono porto più trafficato del mondo, il più trafficato del Medio Oriente e gestisce una parte significativa del traffico di container attraverso la regione. Il porto è fortemente automatizzato e anche per questo ha vinto numerosi premi. In particolare è stato votato per 24 anni consecutivi come "Best Seaport- Middle East" dalla Asian Freight and Supply Chain Awards (AFSCA).
Il porto ha quasi 5 chilometri di banchine, che servono navi provenienti da oltre 150 porti di origine. Alla data (2022) sono operativi 3 terminal container che portano la sua capacità di gestione a 19,3 milioni di TEU, che lo pone fra i primi 10 porti per container al mondo. Quando entrerà in funzione il Terminal T4 la suddetta capacità arriverà a 22,4 milioni di TEU.
La configurazione dei terminal è la seguente:
- Terminal T1. È il terminal più anziano del porto ed il più trafficato. Dispone di 15 posti di ormeggio, 51 gru di banchina e una capacità di 9 milioni di TEU.
- Terminal T2. Il T2 può movimentare 6,5 milioni di TEU con 32 gru e 8 ormeggi. È dotato di una tecnologia all'avanguardia progettata per ridurre le emissioni di carbonio fino al 30%.
- Terminal T3. Il T3 dispone di 5 posti ormeggio e può gestire 3,8 milioni di TEU. È tecnologicamente molto avanzato. Dotato di  19 gru di banchina automatizzate e 50 gru a cavalletto su rotaia (ARMG) automatizzate è in grado di processare navi portacontainer di grandi dimensioni (Ultra Large Container Vessel o ULCV) ) che immagazzinano oltre 18.000 TEU.
- Terminal T4. È in costruzione. Il terminal aggiungerà 3,1 milioni di TEU alle strutture esistenti.

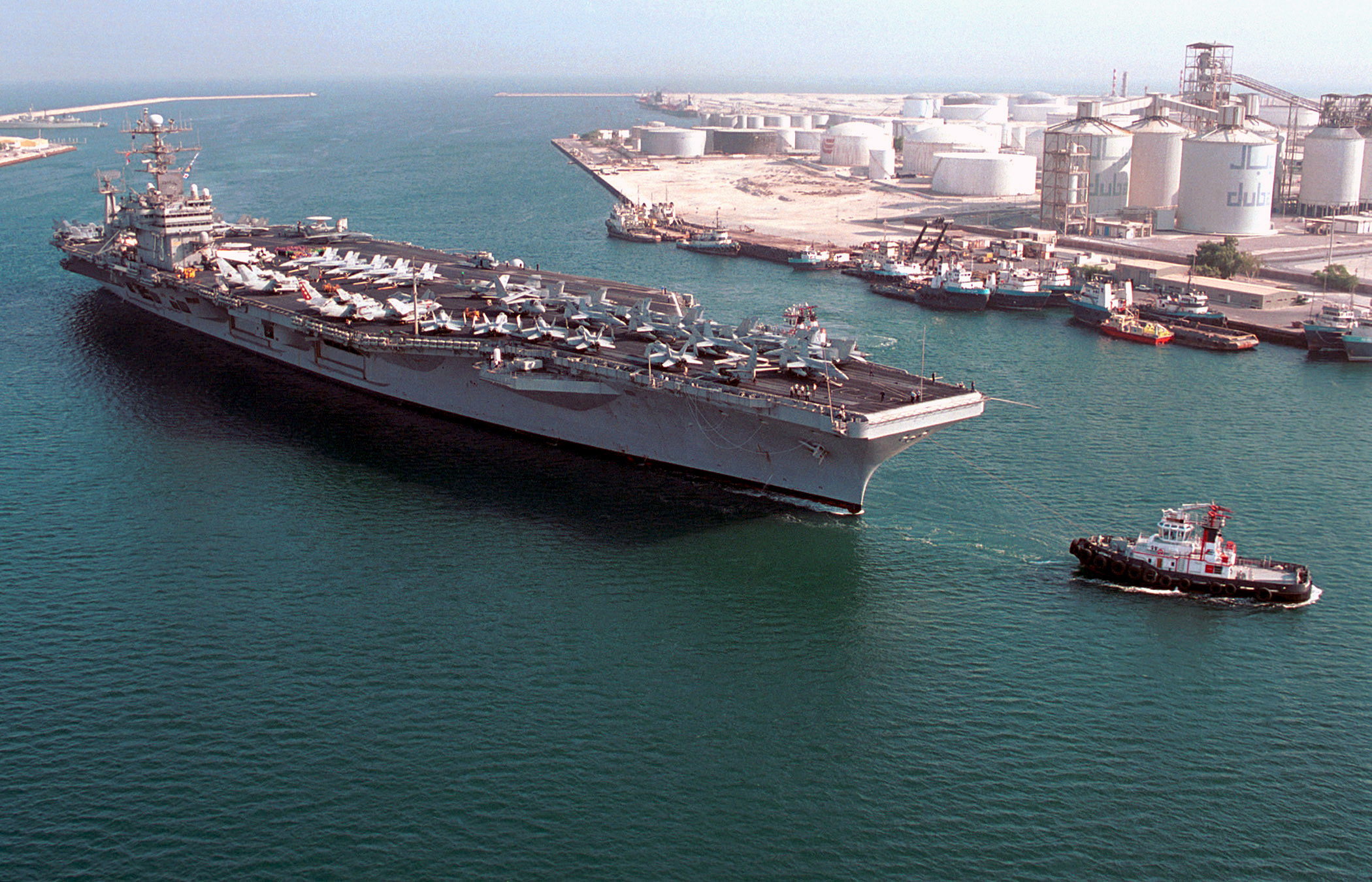
USS George Washington all'imbocco del porto di Jebel Ali (2000)

Data la sua configurazione il porto è in grado di ospitare navi di grandi dimensioni, con lunghezza fino a 400 m e pescaggio di 15,9 metri.
Per queste ragioni il porto è in grado di ospitare navi della marina americana quali le portaerei della classe Nimitz e del suo gruppo di battaglia, facendo di Jebel Ali il porto più frequentato della Marina degli Stati Uniti al di fuori del paese.